# Ivan Franke
Ivan Frankè, slovenski slikar, konservator in ribiški strokovnjak, * 16. maj 1841, Dobje, † 15. oktober 1927, Ljubljana.

## Življenje in delo
Franke je znan kot realistični portretist in krajinar. Njegova prva učitelja v Ljubljani sta bila Jožef Kogovšek in Franz Kurz zum Thurn und Goldenstein. Študij je nato od leta 1863 do 1866 nadaljeval na dunajski akademiji, od 1868 do 1873 pa na akademiji v Benetkah. Po naročilu ruske knjeginje Žokovske je 1873 potoval na Kitajsko in se še istega leta naselil v Ljubljani.
Kot znanstveni proučevalec domačih umetnostnih spomenikov in mednarodno priznan strokovnjak v ribogojstvu je objavil mnogo študij, člankov in poročil v slovenskem in nemškem jeziku. V Sloveniji je organiziral več umetnih vališč rib.
V cerkvenih motivih se je naslonil na poznorenesančne beneške mojstre, kar je bilo za tisti čas dokaj nazadnjaško v slikarstvu. Objavljal je članke o slikarstvu, konservatorstvu in ribolovu. (Umetno Ribarstvo-1886)